# Har Avital
Har Avital nebo jen Avital (hebrejsky הר אביטל, arabsky تل أبو الندى, Tal Abu Nida) je hora sopečného původu o nadmořské výšce 1204 metrů na Golanských výšinách, na syrském území od roku 1967 obsazeným Izraelem.
Nachází se v severovýchodní části Golanských výšin, 16 kilometrů severovýchodně od města Kacrin a 17 kilometrů jižně od města Madždal Šams, cca 2 kilometry od linie izraelské kontroly.
Har Avital vytváří spolu se sousední horou Har Bental jednotný geologický celek. Jde o dva izolované vrcholy, které vystupující cca 200 metrů nad okolní náhorní planinu. Na jižním úpatí hory leží vesnice Ejn Zivan. Oba vrcholky tvoří přírodní rezervaci (שמורת הר אביטל - הר בנטל, Šmoret Har Avital-Har Bental). Har Avital má podobu podkovovitého hřbetu o rozměrech 2,5 x 1,8 kilometru, který obepíná rozsáhlý bývalý kráter.
Arabské jméno hory Tal Abu Nida („Nida“ znamená rosa) odkazuje na vlhkost a rosu, která je typická pro zdejší klima (60 mm rosy za rok). Na vrcholku se nachází muslimská svatyně Šejch Abu Nida. Část svahů hory Har Avital pokrývá lesní porost, který je posledním zbytkem souvislých lesů, jež ve starověku pokrývaly Golanské výšiny. Z vrcholu se nabízí kruhový výhled na celý region Golanských výšin. Východním směrem je vidět hluboko do syrského vnitrozemí.